# Evil (Fernsehserie)
Evil ist eine US-amerikanische Fernsehserie, die von  Michelle und Robert King kreiert wurde und am 26. September 2019 auf CBS Premiere hatte. Die Serie wird von King Size Productions und CBS Studios produziert. Die Serie ist mit einem Ensemble besetzt, das von Katja Herbers, Mike Colter und Aasif Mandvi angeführt wird. Kurt Fuller, Marti Matulis, Brooklyn Shuck, Skylar Gray, Maddy Crocco, Dalya Knapp, Christine Lahti, Michael Emerson und Ashley Edner ergänzen dieses.
Im Oktober 2019 wurde die Serie um eine zweite Staffel verlängert. Im Mai 2021 wurde bestätigt, dass die Serie von CBS zu Paramount+ wechselt. Die zweite Staffel feierte am 20. Juni 2021 Premiere. Im Juli 2021 wurde die Serie um eine dritte Staffel verlängert, die am 12. Juni 2022 Premiere hatte. Die vierte und letzte Staffel wurde im Sommer 2024 veröffentlicht.
Deutschsprachig hatte die Serie am 7. August 2020 auf ProSieben Fun Premiere, Staffel eins wurde mittlerweile auf  Amazon Prime Video veröffentlicht. Im Juli 2022 wurde bekannt, dass die Serie um eine vierte Staffel verlängert wird. Mit dem Ende der vierten Staffel endete auch die Serie.

## Handlung
Im Zentrum der US-Serie Evil steht der Kampf zwischen Wissenschaft und Religion. Die klinische Psychologin Kristen Bouchard untersucht gemeinsam mit dem angehenden katholischen Priester David Acosta und dem technikaffinen Skeptiker Ben Shakir scheinbare Wunder, dämonische Besessenheit und andere übernatürliche Phänomene. Bouchard ist die Mutter von vier Töchtern, die immer wieder in Schwierigkeiten geraten und vor allem wegen beruflicher „Feinde“ Bouchards zur Zielscheibe mancher Phänomene werden. Darunter fallen beispielsweise Dämonenangriffe, Alpträume mit Inkubus, vermeintliche Wunder, Internet-Memes mit Eigenleben, die Schattenseiten moderner Technologie und sonstige Scharlatanerien, die anfangs auch immer eine rationale Erklärung haben. Das ändert sich ganz langsam.
Die Serie ist eine Art Akte X mit religiösem Einschlag und popkulturellen Anspielungen.

## Besetzung und Synchronisation

### Hauptdarsteller
- Katja Herbers als Dr. Kristen Bouchard, eine forensische Psychologin, die von David Acosta engagiert wurde, um ihm zu helfen, zwischen legitimen Fällen dämonischer Besessenheit und „normalem“ Wahnsinn zu unterscheiden.
- Mike Colter als David Acosta, ein ehemaliger Journalist, der eine Ausbildung zum katholischen Priester absolviert. Er arbeitet derzeit als Assessor, der Ereignisse wie Wunder und Berichte über Dämonen untersuchen und bestätigen oder widerlegen soll.
- Aasif Mandvi als Ben Shakir, eigentlich ein Bauunternehmer, der mit David als sein technischer Experte und Berater zusammenarbeitet.
- Kurt Fuller als Dr. Kurt Boggs, ein Psychiater und Kristens Therapeut.
- Marti Matulis als George, ein Dämon, der Kristen in ihren Träumen erscheint.
- Brooklyn Shuck als Lynn Bouchard, Kristens älteste Tochter.
- Skylar Gray als Lila Bouchard, Kristens zweite Tochter.
- Maddy Crocco als Lexis Bouchard, Kristens dritte Tochter.
- Dalya Knapp als Laura Bouchard, Kristens jüngste Tochter.
- Christine Lahti als Sheryl Luria, Kristens Mutter bzw. Großmutter der Mädchen.
- Michael Emerson als Dr. Leland Townsend, Kristens beruflicher Rivale und Experte für das Okkulte.

### Nebendarsteller
- Patrick Brammall als Andy Bouchard, Kristens Ehemann und professioneller Bergführer
- Boris McGiver als Monseigneur Matthew Korecki
- Kristen Connolly als Kommissarin Mira Byrd
- Clark Johnson als Pater Amara, ein Exorzist
- Nicole Shalhoub als Vanessa, Moderatorin einer Reality-Show
- Danny Burstein als Staatsanwalt Lewis Cormier
- Noah Robbins als Sebastian Lewin
- Darren Pettie als Orson LeRoux, ein Serienmörder
- Karen Pittman als Caroline Hopkins
- Sohina Sidhu als Karima Shakir, Bens Schwester
- Li Jun Li als Grace Ling, eine Prophetin,
- Renée Elise Goldsberry als Renee Harris, eine Strafverteidigerin
- Peter Scolari als Bischof Thomas Marx,
- Taylor Louderman als Melindaz, YouTube-Beauty-Vloggerin
- Andrea Martin als Schwester Andrea (Staffel 2)
- Dylan Baker als Father Kay (Staffel 2)
- Brian Stokes Mitchell als Father Mulvehill (Staffel 2)
- Tim Matheson als Edward Tragoren (Staffel 2)
- Wallace Shawn als Father Frank Ignatius (Staffel 3)

### Synchronisation
| Rollenname           | Schauspieler    | Staffel | Synchronsprecher  |
| -------------------- | --------------- | ------- | ----------------- |
| Dr. Kristen Bouchard | Katja Herbers   | 1–4     | Marie Bierstedt   |
| David Acosta         | Mike Colter     | 1–4     | Matti Klemm       |
| Ben Shakir           | Aasif Mandvi    | 1–4     | Florian Halm      |
| Dr. Kurt Boggs       | Kurt Fuller     | 1–4     | Frank Muth        |
| George               | Marti Matulis   | 1–4     | Torsten Michaelis |
| Lynn Bouchard        | Brooklyn Shuck  | 1–4     | Louisa Krause     |
| Lila Bouchard        | Skylar Gray     | 1–4     | Xara Eich         |
| Lexis Bouchard       | Maddy Crocco    | 1–4     | Paulina Krause    |
| Laura Bouchard       | Dalya Knapp     | 1–4     | Helena Köhler     |
| Sheryl Luria         | Christine Lahti | 1–4     | Ulrike Johannson  |
| Leland Townsend      | Michael Emerson | 1       | Udo Schenk        |
| Leland Townsend      | Michael Emerson | 2–4     | Axel Malzacher    |

## Episodenliste

### Staffel 1 (2019–20)
| Nr. (ges.) | Nr. (St.) | Deutscher Titel        | Originaltitel    | Erstveröffentlichung USA | Deutschsprachige Erstausstrahlung (D-A-CH) | Regie                 | Drehbuch                         |
| --- | --------- | ---------------------- | ---------------- | ------------------------ | ------------------------------------------ | --------------------- | -------------------------------- |
| 1 | 1         | Höhere Mächte          | Genesis 1        | 26. Sep. 2019            | 7. Aug. 2020                               | Robert King           | Michelle King & Robert King      |
| Als Rechtspsychologin hat Kristen schon viel erlebt, aber ihr neuester Fall hat es in sich: Sie soll für einen Gerichtsprozess einen Killer beurteilen, der angeblich besessen ist – zumindest behauptet das sein Verteidiger. Nach kurzer Zeit wird Kristin von dem Fall abgezogen. Doch dann kommt ein Vertreter der katholischen Kirche zu ihr und bittet die junge Frau um Hilfe. |           |                        |                  |                          |                                            |                       |                                  |
| 2 | 2         | 177 Minuten            | 177 Minutes      | 3. Okt. 2019             | 14. Aug. 2020                              | Ron Underwood         | Michelle King & Robert King      |
| David wird von der katholischen Kirche auf einen neuen Fall angesetzt, bei dem ein junges Mädchen scheinbar von den Toten auferstanden ist. Die Frage ist, ob dies ein Wunder ist. Kristen hilft ihm dabei. Kurz darauf erzählt der Staatsanwalt der Rechtspsychologin, also Kristen, dass Leland Townsend ihren alten Job erhalten hat. Kristen ist schockiert – und auch David fürchtet sich vor dem Schaden, den der manipulative Townsend anrichten wird. |           |                        |                  |                          |                                            |                       |                                  |
| 3 | 3         | 3 Sterne               | 3 Stars          | 10. Okt. 2019            | 21. Aug. 2020                              | Gloria Muzio          | Rockne S. O’Bannon               |
| Leland macht seine Drohung wahr und stellt Kristens psychologische Gutachten vor Gericht infrage. Dadurch soll ein 15-Jähriger nach Erwachsenenstrafrecht verurteilt werden. Als Leland im Zwiegespräch mit Kristen bestätigt, dass er mit seiner Einschätzung dem Teenager schaden will, ist für die junge Frau klar, dass sie ihren Nachfolger aufhalten muss. Sie nimmt das Gespräch auf. |           |                        |                  |                          |                                            |                       |                                  |
| 4 | 4         | Realität?!             | Rose390          | 17. Okt. 2019            | 28. Aug. 2020                              | Peter Sollett         | Davita Scarlett                  |
| Kristen besucht gemeinsam mit David und Ben einen kleinen Jungen, der immer wieder seine Familienmitglieder zu töten versucht. Anfangs glaubt David, zu Eric durchdringen zu können, doch nach anfänglichen Fortschritten reagiert er noch brutaler und wirft seine Schwester, die noch ein Baby ist, in den Pool, damit sie ertrinkt. Ein Notfall-Exorzismus soll das Problem lösen, aber da ist Eric schon spurlos verschwunden – und ein böser Verdacht kommt auf. |           |                        |                  |                          |                                            |                       |                                  |
| 5 | 5         | 31. Oktober            | October 31       | 24. Okt. 2019            | 4. Sep. 2020                               | Tess Malone           | Dewayne Darian Jones             |
| David bittet Kristen mitten in der Halloween-Nacht um Hilfe: Sie soll helfen, eine scheinbar besessene Frau zu beurteilen, bei der schon seit vier Tagen erfolglos ein Exorzismus durchgeführt wird. Am Anfang der gleichen Nacht hat Kristens Mutter ein Date, bei dem sie „zufällig“ Leland kennen lernt. Da Kristin zum Exorzismus gerufen wird, muss sie aber als Babysitter einspringen. Leland und Sheryl (Kristens Mutter) flirten online weiter, dadurch merkt sie nicht, dass ihre Enkelinnen von einem mysteriösen Mädchen verführt werden auf den Friedhof zu gehen. |           |                        |                  |                          |                                            |                       |                                  |
| 6 | 6         | Die Prophetin          | Let x = 9        | 7. Nov. 2019             | 11. Sep. 2020                              | Kevin Rodney Sullivan | Aurin Squire                     |
| David ist noch immer sauer auf Kristen, weil diese bei ihrem letzten gemeinsamen Fall – seiner Meinung nach – ihre Kompetenzen überschritten hat. Dabei müssen sich die beiden schnell wieder zusammenraufen, denn sie werden zu einem Fall mit einer Prophetin gerufen. Angeblich spricht Gott zu ihr. Und tatsächlich weiß die Frau von Ereignissen, die noch nicht passiert sind. Hohe Beamte in der katholischen Kirche sind aus bestimmten Gründen extrem interessiert an ihr. |           |                        |                  |                          |                                            |                       |                                  |
| 7 | 7         | Die Siegel             | Vatican III      | 14. Nov. 2019            | 18. Sep. 2020                              | Jim McKay             | Patricia Ione Lloyd              |
| Nachdem die angebliche Prophetin Gottes von der Einwanderungsbehörde festgenommen wurde, tauchen Vertreter des Vatikans auf und befragen Kristen, David und Ben zu Grace’ Fähigkeiten. Kurz darauf wird das Team zu einem Exorzismus gerufen, bei dem eine offenbar besessene Frau, Bridget Farrell (Annaleigh Ashford), Morde gesteht, die bisher als ungeklärt galten. Kristina bittet eine befreundete Kommissarin beim Morddezernat um Hilfe. Mira Byrd, die Kommissarin, und Kristina geraten in einen Konflikt, da Kristina in dem Fall einer Schweigeklausel unterliegt. |           |                        |                  |                          |                                            |                       |                                  |
| 8 | 8         | Der Trip               | 2 Fathers        | 21. Nov. 2019            | 25. Sep. 2020                              | James Whitmore Jr.    | Davita Scarlett & Nialla LeBouef |
| Um mehr über ein mysteriöses Symbol bzw. Sigille herauszufinden, besuchen Kristen und David dessen exzentrischen Vater Leon. Er verwendet das Zeichen wieder und wieder in seinen Bildern. Bei einer Party, die Leon veranstaltet, kommen sich David und Kristen unter dem Einfluss von unabsichtlich getrunkenen Rauschmitteln näher. Bevor sie abreisen, klärt Davids Vater ihn über die Bedeutung der rätselhaften Sigille auf. |           |                        |                  |                          |                                            |                       |                                  |
| 9 | 9         | Angeklagt              | Exorcism Part 2  | 5. Dez. 2019             | 2. Okt. 2020                               | Frederick E.O. Toye   | Louisa Hill                      |
| Caroline Hopkins leidet nach ihrem Exorzismus unter Wahnvorstellungen und Suizidgedanken. Dafür verklagt sie Pater Acosta und David. Im Prozess kommen einige unangenehme Details aus Davids Vergangenheit ans Licht. Renee, die Schwester seiner früheren Verlobten, übernimmt die Verteidigung – allerdings nicht ganz uneigennützig. Sie ist heimlich in David verliebt und drängt ihn, nicht Priester zu werden. |           |                        |                  |                          |                                            |                       |                                  |
| 10 | 10        | Malindaz Challenge     | 7 Swans a Singin | 12. Dez. 2019            | 9. Okt. 2020                               | John Dahl             | Rockne S. O’Bannon               |
| Ein mysteriöses Video verbreitet sich unter minderjährigen Mädchen an einer Schule und lässt sie schier wahnsinnig werden. Sie müssen ununterbrochen ein Lied singen und können nicht aufhören. Offenbar steckt eine Influencerin dahinter, die eine geheime Nachricht in dem Clip versteckt haben soll. Währenddessen findet David heraus, dass Fotos von seiner Nacht mit Renee existieren. Nachdem er alles in einer Beichte erzählt, wird er Opfer einer brutalen Messerattacke. |           |                        |                  |                          |                                            |                       |                                  |
| 11 | 11        | Raum 320               | Room 320         | 9. Jan. 2020             | 16. Okt. 2020                              | Peter Sollett         | Aurin Squire                     |
| David überlebt die Messerattacke und wird ins Krankenhaus eingeliefert. Sein Hinweis auf seinen Angreifer führt Kristen und Ben zu einem alten Bekannten: Richard Ghana, dem Entwickler des AR-Geistermädchenspiels. Es ist das Spiel, das auch Kristens Töchter gespielt haben. Während Kristen und Ben versuchen, ihn ausfindig zu machen, gerät Davids Leben im Krankenhaus in Gefahr. Eine böse Krankenschwester treibt ihr Unwesen auf seiner Station und David ist erneut in Lebensgefahr. |           |                        |                  |                          |                                            |                       |                                  |
| 12 | 12        | Doppelte Gerechtigkeit | Justice × 2      | 16. Jan. 2020            | 23. Okt. 2020                              | Rob Hardy             | Dewayne Darian Jones             |
| Trotz Kristens Warnung wird Orson LeRoux freigesprochen, nachdem Dwight Ferrell behauptet, hinter LeRoux’ Taten zu stecken. Währenddessen sucht David ein Mitglied seiner Gemeinde auf und muss mitansehen, wie Sonia einen Mann erschießen will, den sie mitverantwortlich für den Völkermord in Ruanda macht, dem auch ihre Familie zum Opfer fiel. Leland bedroht zum wiederholten Male Kristens Familie. |           |                        |                  |                          |                                            |                       |                                  |
| 13 | 13        | Unkraut im Weizen      | Book 27          | 30. Jan. 2020            | 30. Okt. 2020                              | Michael Zinberg       | Patricia Ione Lloyd              |
| Nach seinem Freispruch verliert Orson LeRoux keine Zeit und bedroht Kristen und ihre Töchter. Unterdessen bittet eine Schwangere das Team um Hilfe. Einer ihrer Zwillingsföten scheint besessen. Die Spur führt zu einer Klinik für künstliche Befruchtung, die sich auch als Zeugungsort anderer teuflischer Kinder herausstellt. Kristen ist besorgt, da sie eine persönliche Verbindung zu der Einrichtung hat. David stellt eine Theorie auf: Die Klinik ist insgeheim eine Fassade für eine Verschwörung, die die Eizellen genetisch manipuliert, um eine Generation von Menschen zu schaffen, die anfälliger für das Böse ist. Kristen enthüllt, dass ihre Tochter Lexis geboren wurde, nachdem sie von RSM Fertility behandelt wurde. Kristen erhält einen Anruf, dass LeRoux in seinem Haus ermordet aufgefunden wurde. |           |                        |                  |                          |                                            |                       |                                  |

### Staffel 2 (2021)
| Nr. (ges.) | Nr. (St.) | Deutscher Titel     | Originaltitel          | Erstveröffentlichung USA | Deutschsprachige Erstausstrahlung (D-A-CH) | Regie                | Drehbuch                    |
| --- | --------- | ------------------- | ---------------------- | ------------------------ | ------------------------------------------ | -------------------- | --------------------------- |
| 14 | 1         | N für Nachtschreck  | N Is for Night Terrors | 20. Juni 2021            | 8. Dez. 2022                               | Nelson McCormick     | Rockne S. O’Bannon          |
| Bischof Marx weist dem Team einen neuen Fall zu: Leland Townsend, der großzügig an die Kirche gespendet hat, will sich angeblich einem Exorzismus unterziehen. Widerstrebend stimmt das Team zu, bei der Durchsuchung seiner Wohnung finden sie eine Siegelkarte, die derjenigen ähnelt, die sie gefunden haben. Kristen und David legen ihre Ergebnisse Bischof Marx vor, der den Exorzismus gegen ihren Rat genehmigt, sie aber bittet, dabei anwesend zu sein. |           |                     |                        |                          |                                            |                      |                             |
| 15 | 2         | R für Racheengel    | A Is for Angel         | 27. Juni 2021            | 8. Dez. 2022                               | John Dahl            | Davita Scarlett             |
| Bischof Marx gibt dem Team einen seltsamen Fall: Raymond Strand, ein Bauarbeiter, behauptet, dass der Erzengel Michael durch ihn handelt. Raymonds schwangere Frau Ashley ist besorgt, weil ihr Mann ihr Hab und Gut verschenkt und sie als seine Untergebene behandelt. Sie muss alles machen was er ihr befiehlt. Wegen des neuen Falls muss der geplante Exorzismus verschoben werden. Townsend, der wütend ist, dass sein Exorzismus verschoben wurde, löst auf brutale Art seine Verlobung mit Sheryl auf. |           |                     |                        |                          |                                            |                      |                             |
| 16 | 3         | F für Feuer         | F Is for Fire          | 4. Juli 2021             | 15. Dez. 2022                              | Frederick E. O. Toye | Dewayne Darian Jones        |
| Mit der Hilfe von Schwester Andrea übersetzt David eine Notiz von Townsends auf der Dämonenkarten-Karte: Mathilda Mowbray. Mathilda ist das Adoptivkind katholisch-muslimischer Eltern, sie steht im Verdacht, mehrere Brände gelegt zu haben. Sie gesteht Kristina in einem Gespräch von einem Dämonen heimgesucht zu werden, einem Ifrit oder Feuerdschinn, der auch die Feuer legt. Das Team arrangiert einen Exorzismus. Matildas Eltern holen auch einen Imam, um einen muslimischen Exorzismus durchzuführen. David überredet die beiden Männer zur Zusammenarbeit. Obwohl es ihnen scheinbar gelingt, den Ifrit von Mathilda zu vertreiben, heftet sich der Dämon stattdessen an Kristen. |           |                     |                        |                          |                                            |                      |                             |
| 17 | 4         | L für Lift          | E Is for Elevator      | 11. Juli 2021            | 15. Dez. 2022                              | Alethea Jones        | Michelle King & Robert King |
| Eine Familie wendet sich an das Team mit der Bitte, ihren Sohn Wyatt zu finden, der vor einigen Monaten verschwunden ist und in seinem Zimmer das Zeichen eines Pentagramms hinterlassen hat. Kristens Töchter helfen ihr, herauszufinden, dass Wyatt ein Opfer des „Aufzugsspiels“ ist. Eine Urban Legend aus Japan, bei der das Drücken von Aufzugsknöpfen auf eine bestimmte Art und Weise einen direkten Weg in die Hölle öffnen kann. Ben spielt das Spiel versuchsweise und entdeckt Wyatts verwesende Leiche in einem vergessenen Untergeschoss. |           |                     |                        |                          |                                            |                      |                             |
| 18 | 5         | Z für Zombies       | Z Is for Zombies       | 18. Juli 2021            | 22. Dez. 2022                              | Nelson McCormick     | Patricia Ione Lloyd         |
| Pater Mulvehill, ein neuer Exorzist, bittet David um Hilfe. Er hat ein Glücksspielproblem, und 40.000 Dollar Schulden. Deswegen überredet David Schwester Andrea, bei Townsends bevorstehendem Exorzismus zu helfen. Tatsächlich verpfuscht Mulvehill den Exorzismus. Schwester Andrea springt ein und erschreckt Townsend, indem sie ihn mit „heiligem Wasser“ verbrennt. Lila (Kirstens Tochter) und ihre Freundin Alex bitten eine Mystikerin um Hilfe für Alex’ Vater, weil er von seinen Arbeitgebern schlecht behandelt wird. Die Mystikerin gibt ihnen zwei Tränke: Der erste bewirkt, dass Alex’ Vater ausschlafen kann, was ihn vor einem schweren Arbeitsunfall bewahrt, der zweite bewirkt, dass sein beleidigender Vorgesetzter betrunken erscheint, was dazu führt, dass er entlassen wird. |           |                     |                        |                          |                                            |                      |                             |
| 19 | 6         | C für Cop           | C Is for Cop           | 25. Juli 2021            | 22. Dez. 2022                              | Ron Underwood        | Aurin Squire                |
| Ein weißer Polizist erschießt bei einer Fahrzeugkontrolle den afroamerikanischen Fahrer. Der Polizist behauptet kurzzeitig „besessen“ gewesen zu sein und das Team soll ermitteln. Kisten, Ben und David sind angewidert von dieser Forderung, muss sie aber akzeptieren. Bald erfahren sie, dass der Beamte ein „Protector“ ist, ein Mitglied einer NYPD-Clique, deren Spur zu der beliebten Polizeiserie „Justice Served“ führt. |           |                     |                        |                          |                                            |                      |                             |
| 20 | 7         | S für Stille        | S Is for Silence       | 29. Aug. 2021            | 29. Dez. 2022                              | Robert King          | Michelle King & Robert King |
| Nomen ist Omen – in dieser Folge wird kaum ein Wort gesprochen. Das Team ermittelt in einem Schweigekloster. Hier sollen 2 Wunder geschehen sein. Einerseits wird eine Heiligsprechung Pater Thomas in Betracht gezogen, da sein perfekt erhaltener Körper als Wunder angesehen wird. Und zweitens hat die niederländische Nonne Senna Stigmata. Kirsten ist über die chauvinistische Haltung der Mönche entsetzt und auch die im Kloster lebenden Nonnen müssen darunter leiden. |           |                     |                        |                          |                                            |                      |                             |
| 21 | 8         | G für Gehirn        | B Is for Brain         | 5. Sep. 2021             | 29. Dez. 2022                              | James Whitmore Jr.   | Louisa Hill                 |
| Andy kommt wieder nach Hause, Kristen ist aggressiver und energischer geworden und schlägt im Supermarkt einen Mann, der sich vordrängt und sie als „Bitch“ beschimpft, das Video wird viral. Andy erkennt den Schaden, den seine Abwesenheit angerichtet hat, und beschließt, dass er bereit ist, seine Karriere als Bergsteiger aufzugeben, um seine Ehe zu retten. Bischof Marx weist dem Team den nächsten Fall zu, bei dem es um ein Experiment geht, bei dem die Gehirne von Versuchspersonen mit magnetischen Wellen stimuliert werden, was zu spirituellen Visionen führt. Ben, David und Kristen nehmen alle an dem Experiment teil: Ben sieht seine verstorbene Mutter, Kristen sieht eine falsche Vision, in der David herausfindet, dass sie LeRoux ermordet hat, aber David sieht nichts. |           |                     |                        |                          |                                            |                      |                             |
| 22 | 9         | U für U.F.O.        | U Is for U.F.O         | 12. Sep. 2021            | 8. Dez. 2022                               | Clark Johnson        | Nialla LeBouef              |
| Eine Pilotin der Air Force und eine College-Studentin berichten beide von einer Begegnung mit einem mysteriösen Flugobjekt; das Team wird gebeten zu ermitteln. Kristen, Ben und David finden schnell heraus, dass das Objekt nicht von Menschenhand gemacht ist. Die Kirche schickt sogar einen Sonderermittler aus Rom, um die Sache zu untersuchen. Dann taucht ein mysteriöser Mann auf, ordnet an, die Untersuchung abzubrechen, und überredet die beiden Zeuginnen, ihre Aussagen zu widerrufen. |           |                     |                        |                          |                                            |                      |                             |
| 23 | 10        | O für Ovaphobie     | O Is for Ovaphobia     | 19. Sep. 2021            | 8. Dez. 2022                               | Stacey K. Black      | Aurin Squire                |
| Bei ihrer Suche nach Hinweisen auf RSM Fertility findet Kristen heraus, dass eine Dr. Cara Autry in den letzten sechs Jahren für die Kühlung ihrer Eizellen bezahlt hat, ohne dass sie davon wusste. Die Ärztin leugnet dies. Ben und David beschatten sie. Dabei sehen sie wie sie Townsends Apartmentkomplex betritt. Kristen ist gezwungen, eine gerichtliche Verfügung zu erwirken, um RSM Fertility zu zwingen, ihre Eizellen heraus zu geben, aber eine Eizelle bleibt unauffindbar. |           |                     |                        |                          |                                            |                      |                             |
| 24 | 11        | F für Finanzamt     | I Is for IRS           | 26. Sep. 2021            | 8. Dez. 2022                               | Nelson McCormick     | Dewayne Darian Jones        |
| Das Finanzamt IRS bittet die Kirche, das „New Ministry of Satan“ zu prüfen, bevor es über die Steuerbefreiung entscheidet. Im Zuge der Ermittlungen kommen sich Kristen und Graham, der Gründer des Ministeriums, näher und schlafen miteinander. Das Team teilt dem Finanzamt mit, dass das Ministerium ein Betrug ist, jetzt stellt sich raus, dass Graham den Sex mit Kristin benutzt hat um ihn bei der Ermittlung gegen das Team einzusetzen. Kristin leugnet aber alles. Anscheinend steht sie noch unter Einfluss des Ifrits. Bei Townsends vorletztem Exorzismen hat Kristen eine Vision von einem Dämon, der aus ihrem Bauch kommt, und leidet während des letztem unter körperlichen Schmerzen, bis sie sich entscheidet, Gott als ihren Retter anzunehmen und sich damit vom Einfluss des Ifrits zu befreien. |           |                     |                        |                          |                                            |                      |                             |
| 25 | 12        | P für Puppe         | D Is for Doll          | 3. Okt. 2021             | 8. Dez. 2022                               | Kevin Sullivan       | Davita Scarlett             |
| Dr. Boggs bittet Kristin einem seiner ehemaligen Patienten, Nathan, zu helfen. Nathan glaubt, dass Dämonen in sein Haus eingedrungen sind und seinen Sohn Elijah quälen. Ben entdeckt auf Nathans Dachboden eine antike Puppe, die einer Puppe im Besitz von Sheryl ähnelt, von der sie glaubt, dass sie von einem Dämon besessen ist. Die Kirche beauftragt einen Laien, Gregory, mit der Reinigung von Nathans Haus. Dabei begegnet Dr. Boggs George. Der Exorzismus schlägt fehl, und Nathan bittet um seine Puppe zurück, wobei er zugibt, dass er bereit ist, eine dämonische Präsenz in seinem Haus zu akzeptieren, wenn dies sein Leiden beendet. Unter Edwards Anleitung führt Sheryl zwei sündige Handlungen aus und verdient sich das Recht, seinen Platz in einem Geheimbund einzunehmen, der die 60 dämonischen Häuser auf der Erde repräsentiert. Sheryl nimmt sein Siegel an und führt ein Initiationsritual durch, um ihre neue Position zu formalisieren. |           |                     |                        |                          |                                            |                      |                             |
| 26 | 13        | 26. K für Kannibale | C Is for Cannibal      | 10. Okt. 2021            | 8. Dez. 2022                               | Alethea Jones        | Rockne S. O’Bannon          |
| Davids Ordination rückt näher, das Team erklärt sich bereit, einen letzten Fall anzunehmen: Mitch Otterbean, der glaubt, dass ein Dämon versucht, ihn zum Kannibalismus zu zwingen. Bei den Ermittlungen sieht David Mitchs Dämon. Während David zum Priester geweiht wird, nutzt Townsend seinen neuen Job als Assessor der Kirche, um Mitchs Fall zu übernehmen. Er lädt ihn zu einem Treffen der 60 dämonischen Meister ein, wo er und Sheryl Mitch in ihre Gruppe einführen, indem sie ihn das Fleisch eines verstorbenen Mitglieds essen lassen. Als Kristin erfährt, dass Townsend wieder mit Lexis gesprochen hat, erwägt sie, ihn zu töten, geht aber stattdessen zu David, um den Mord an LeRoux zu beichten. Nachdem er ihr ihre Sünden vergeben hat, bricht David sein Keuschheitsgelübde und sie küssen sich. |           |                     |                        |                          |                                            |                      |                             |

### Staffel 3 (2022)
| Nr. (ges.) | Nr. (St.) | Deutscher Titel            | Originaltitel           | Erstveröffentlichung USA | Deutschsprachige Erstausstrahlung (D-A-CH) | Regie            | Drehbuch                          |
| --- | --------- | -------------------------- | ----------------------- | ------------------------ | ------------------------------------------ | ---------------- | --------------------------------- |
| 27 | 1         | Der Todesdämon             | The Demon of Death      | 12. Juni 2022            | 6. Apr. 2023                               | Robert King      | Michelle King & Robert King       |
| Eine Gruppe Wissenschaftlerinnen möchte die Experimente von Duncan MacDougall, bei denen er festgestellt hatte, dass Menschen nach ihrem Tod um 21 Gramm leichter sind, wiederholen. Die 21 Gramm sind angeblich das Gewicht der Seele. Pater Frank Ignatius, der im kircheneigenen Hospiz auf seinen Tod wartet, stimmt zu, sich für das Experiment zur Verfügung zu stellen. Tatsächlich wiegt er nach seinem Tod circa 25 Gramm weniger. Doch dann erwacht er wieder zum Leben, die 25 Gramm fehlen aber weiterhin. |           |                            |                         |                          |                                            |                  |                                   |
| 28 | 2         | Der Dämon der Memes        | The Demon of Memes      | 19. Juni 2022            | 6. Apr. 2023                               | John Dahl        | Davita Scarlett                   |
| 29 | 3         | Der Sexdämon               | The Demon of Sex        | 26. Juni 2022            | 13. Apr. 2023                              | Nelson McCormick | Aurin Squire                      |
| 30 | 4         | Der Dämon der Straße       | The Demon of the Road   | 3. Juli 2022             | 20. Apr. 2023                              | Peter Sollett    | Dewayne Darian Jones              |
| 31 | 5         | Der Engel der Vorwarnung   | The Angel of Warning    | 10. Juli 2022            | 27. Apr. 2023                              | Matthew Kregor   | Rockne S. O’Bannon & Erica Larson |
| 32 | 6         | Der Dämon des Algorithmus  | The Demon of Algorithms | 17. Juli 2022            | 4. Mai 2023                                | Peter Sollett    | Patricia Ione Lloyd               |
| 33 | 7         | Der Sektendämon            | The Demon of Cults      | 24. Juli 2022            | 11. Mai 2023                               | Fong Yee Yap     | Louisa Hill                       |
| 34 | 8         | Der Dämon der Elternschaft | The Demon of Parenthood | 31. Juli 2022            | 18. Mai 2023                               | Aisha Tyler      | Sarah Acosta                      |
| 35 | 9         | Der Gelddämon              | The Demon of Money      | 7. Aug. 2022             | 25. Mai 2023                               | Yap Fong Yee     | Nialla LeBouef                    |
| 36 | 10        | Der Dämon des Endes        | The Demon of the End    | 14. Aug. 2022            | 1. Juni 2023                               | John Dahl        | Rockne S. O’Bannon                |

### Staffel 4 (2024)
| Nr. (ges.) | Nr. (St.) | Deutscher Titel                 | Originaltitel                    | Erstveröffentlichung USA | Deutschsprachige Erstausstrahlung (D-A-CH) | Regie         | Drehbuch                                          |
| ---------- | --------- | ------------------------------- | -------------------------------- | ------------------------ | ------------------------------------------ | ------------- | ------------------------------------------------- |
| 37         | 1         | Wie man ein Atom spaltet        | How to Split an Atom             | 23. Mai 2024             | 24. Mai 2024                               | Robert King   | Michelle King & Robert King                       |
| 38         | 2         | Wie man einen Hund abrichtet    | How to Train a Dog               | 30. Mai 2024             | 31. Mai 2024                               | Peter Sollett | Rockne S. O’Bannon                                |
| 39         | 3         | Wie man ein Schwein schlachtet  | How to Slaughter a Pig           | 6. Juni 2024             | 7. Juni 2024                               | Yap Fong Yee  | Dewayne Darian Jones                              |
| 40         | 4         | Wie man einen Verlust bewältigt | How to Build a Coffin            | 13. Juni 2024            | 14. Juni 2024                              | Darren Grant  | Aurin Squire                                      |
| 41         | 5         | Wie man ein Flugzeug fliegt     | How to Fly an Airplane           | 20. Juni 2024            | 21. Juni 2024                              | John Dahl     | Sarah Acosta                                      |
| 42         | 6         | Wie man Tanzen lernt            | How to Dance in Three Easy Steps | 27. Juni 2024            | 28. Juni 2024                              | Joe Menendez  | Louisa Hill                                       |
| 43         | 7         | Wie man eine Wunde verarztet    | How to Bandage a Wound           | 4. Juli 2024             | 5. Juli 2024                               | Sam Hoffman   | Oneika Barrett                                    |
| 44         | 8         | Wie man ein Leben rettet        | How To Save a Life               | 11. Juli 2024            | 12. Juli 2024                              | Tyne Rafaeli  | Nialla Bese LeBouef                               |
| 45         | 9         | Wie man einen Chatbot baut      | How to Teach a ChatBot           | 18. Juli 2024            | 19. Juli 2024                              | Yap Fong Yee  | Erica Larson                                      |
| 46         | 10        | Wie man einen Sturm überlebt    | How to Survive a Storm           | 25. Juli 2024            | 26. Juli 2024                              | John Dahl     | Rockne S. O’Bannon & Anju Andre-Bergmann          |
| 47         | 11        | Angst vor der Zukunft           | Fear of the Future               | 1. Aug. 2024             | 2. Aug. 2024                               | Robert King   | Robert King & Michelle King & Anju Andre-Bergmann |
| 48         | 12        | Angst vor den Anderen           | Fear of the Other                | 8. Aug. 2024             | 9. Aug. 2024                               | Sam Hoffman   | Dewayne Darian Jones & Louisa Hill                |
| 49         | 13        | Angst vor der Entweihung        | Fear of the Unholy               | 15. Aug. 2024            | 16. Aug. 2024                              | John Dahl     | Aurin Squire & Sarah Acosta                       |
| 50         | 14        | Angst vor dem Ende              | Fear of the End                  | 22. Aug. 2024            | 23. Aug. 2024                              | Robert King   | Rockne S. O’Bannon & Nialla Lebeouf               |

## Produktion
CBS bestellte im Januar 2019 einen Pilotfilm für die potenzielle Serie, die von dem Autorenteam Michelle und Robert King entwickelt wurde. Katja Herbers und Mike Colter wurden im Februar gecastet, Michael Emerson und Aasif Mandvi im März. Die Serienbestellung erfolgte offiziell im Mai 2019. Einen Tag später wurde bekannt gegeben, dass die Serie im Herbst 2019 Premiere haben wird.
Am 18. Juli 2019 wurde Christine Lahti als Sheryl Luria gecastet und ersetzte damit Deirdre O’Connell, die im ursprünglichen Pilotfilm mitgespielt hatte. Am 25. Juli 2019 wurde bekannt gegeben, dass Kurt Fuller, der im Pilotfilm eine Gastrolle hatte, zum Serienmitglied befördert worden war. Die Serie wurde am 26. September 2019 erstmals ausgestrahlt.
Am 22. Oktober 2019 verlängerte CBS die Serie um eine zweite Staffel. Die Dreharbeiten zur zweiten Staffel verzögerten sich aufgrund der COVID-19-Pandemie, begannen dann aber im Oktober 2020 und sie wurde in eine „charakterorientierte Staffel“ umgewandelt. Die Dreharbeiten endeten im Juni 2021. Am 18. Mai 2021 wurde berichtet, dass die Serie für die zweite Staffel zu Paramount+ wechseln würde.[1] Am 23. Mai 2021 wurde bekannt gegeben, dass die zweite Staffel am 20. Juni 2021 Premiere haben würde.
Am 8. Juli 2021 verlängerte Paramount+ die Serie um eine dritte Staffel, die am 12. Juni 2022 Premiere haben soll. Die Dreharbeiten für diese Staffel begannen am 15. November 2021 und wurden im Mai 2022 abgeschlossen; die Staffel soll aus 10 Episoden bestehen.
Im Juli 2022 wurde bekannt, dass die Serie um eine vierte Staffel verlängert wurde, welche aus 14 Episoden besteht.

## Veröffentlichung

### Marketing
Am 15. Mai 2019 veröffentlichte CBS den ersten offiziellen Trailer zur Serie. Im September 2020 kündigte CBS an, dass die erste Staffel im Oktober 2020 auf Netflix zur Verfügung gestellt werden würde, um Aufmerksamkeit für die kommende zweite Staffel zu generieren. Die Serie wurde auf Netflix USA am 1. Oktober 2021 wieder eingestellt.

### Internationale Veröffentlichung
Evil feierte seine Premiere in Kanada am 26. September 2019 auf Global. CBS Studios International gab am 22. Oktober 2019 bekannt, dass Evil in Spanien im Januar 2020 auf Syfy ausgestrahlt wird. Am 29. Oktober kündigte CBS an, dass Evil in Brasilien am 1. November auf Globoplay zu sehen sein wird.[38] In Lateinamerika feierte Evil am 31. Oktober auf Universal TV im Rahmen einer exklusiven Lizenzvereinbarung zwischen CBS Studios International und NBCUniversal International Networks Premiere.
CBS Studios International hat außerdem eine Lizenzvereinbarung mit dem französischen Fernsehsender TF1 Group für die Ausstrahlung von Evil in Frankreich unterzeichnet, wo der Film am 19. Mai 2021 Premiere feierte. In Indien feierte Evil im April 2020 zunächst auf dem Streaming-Dienst Voot Select Premiere, gefolgt von einer Fernsehpremiere am 23. Juni 2020 auf Zee Café. Im Juli 2020 gab der britische Pay-TV-Sender Alibi bekannt, dass er die britischen Rechte an Evil erworben hatte, und die Serie feierte am 21. September 2020 Premiere im Großbritannien. In Deutschland wurde die Serie zunächst am 7. August 2020 auf dem Pay-TV-Sender ProSieben Fun ausgestrahlt, gefolgt von einer Free-TV-Premiere am 17. Februar 2021 auf ProSieben.

## Rezeption
Die Kritik-Website Rotten Tomatoes meldete für die erste Staffel eine 92%ige Zustimmung basierend auf 50 Kritiken, mit einer durchschnittlichen Bewertung von 7.70/10. Der kritische Konsens der Website besagt: „Intelligent geschrieben und effektiv beunruhigend, funktioniert Evil am besten, wenn es sich traut, in die Tiefen der unbequemen Fragen einzutauchen, die es aufwirft.“ Metacritic, das einen ausgewogenen Durchschnitt verwendet, vergab eine Punktzahl von 76 von 100 auf der Grundlage von 14 Kritiken, was auf „allgemein positive Kritiken“ hinweist. Die erste Staffel wurde von The New Yorker, NPR und TVLine als eine der besten Fernsehsendungen des Jahres 2019 bezeichnet. 2021 wurde die Serie von TV Guide zur besten Fernsehserie gekürt.
Bei den 1. Critics’ Choice Super Awards erhielt die Serie vier Nominierungen: Beste Horrorserie, Bester Schauspieler in einer Horrorserie (Colter, Emerson) und Beste Schauspielerin in einer Horrorserie (Herbers).
Die zweite Staffel hat eine 95%ige Zustimmung auf Rotten Tomatoes, basierend auf 20 Kritiken, mit einer durchschnittlichen Bewertung von 8,50/10. Der kritische Konsens auf der Website lautet: „Das Böse schlüpft erfolgreich in die Streaming-Welt mit einer gruseligen zweiten Staffel, die den Schrecken verdoppelt, ohne ihren Sinn für Humor zu verlieren.“ Auf Metacritic erhielt die zweite Staffel eine Punktzahl von 84 auf der Grundlage von Bewertungen von 10 Kritikern, was auf „allgemeinen Beifall“ hinweist.
Die dritte Staffel hat eine 100%ige Zustimmung auf Rotten Tomatoes, basierend auf 9 Kritiken, mit einer durchschnittlichen Bewertung von 8.50/10.